# Lysiteles lepusculus
Lysiteles lepusculus là một loài nhện trong họ Thomisidae.
Loài này thuộc chi Lysiteles. Lysiteles lepusculus được Hirotsugu Ono miêu tả năm 1979.